# 排水沟

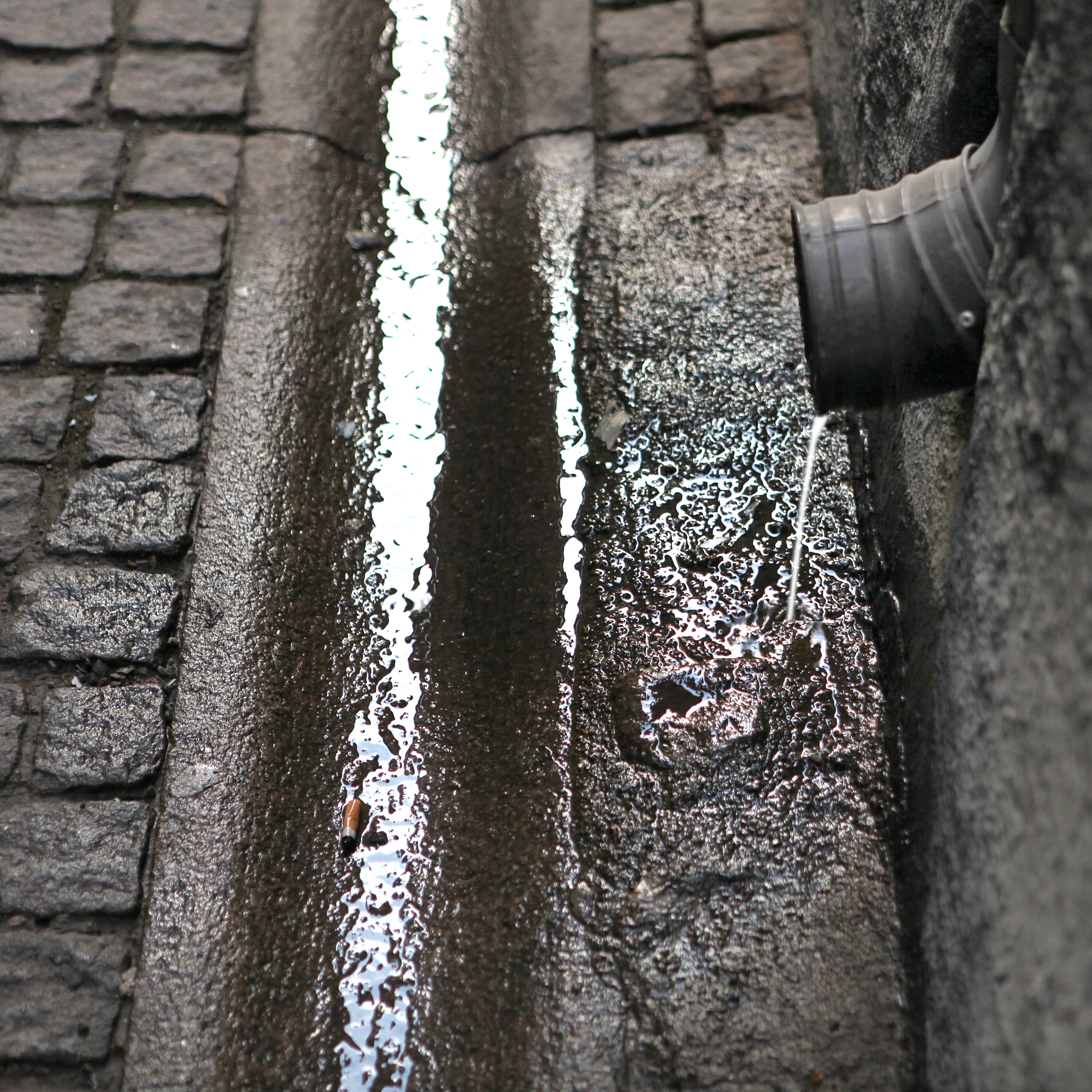
排水溝（2009）

排水沟（英語：street gutter）是排水系统中重要的一环，其用于将街边雨水排入下水道。主要作用为保护街边路人不受到被车辆激起的水花而困扰，并可以将水流流入循环系统加以进一步利用。